# Reichskleinodien

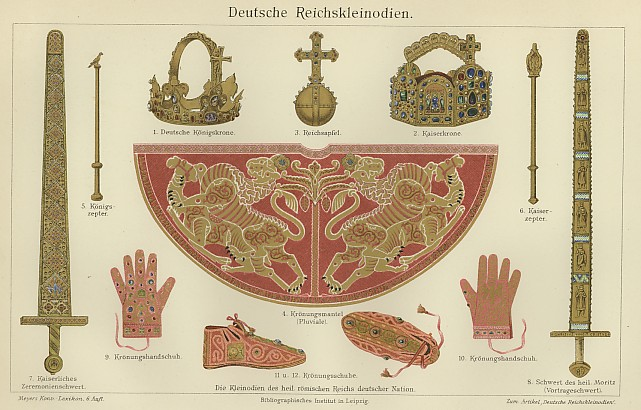
Die Reichskleinodien, kolorierte Zeichnung von 1909

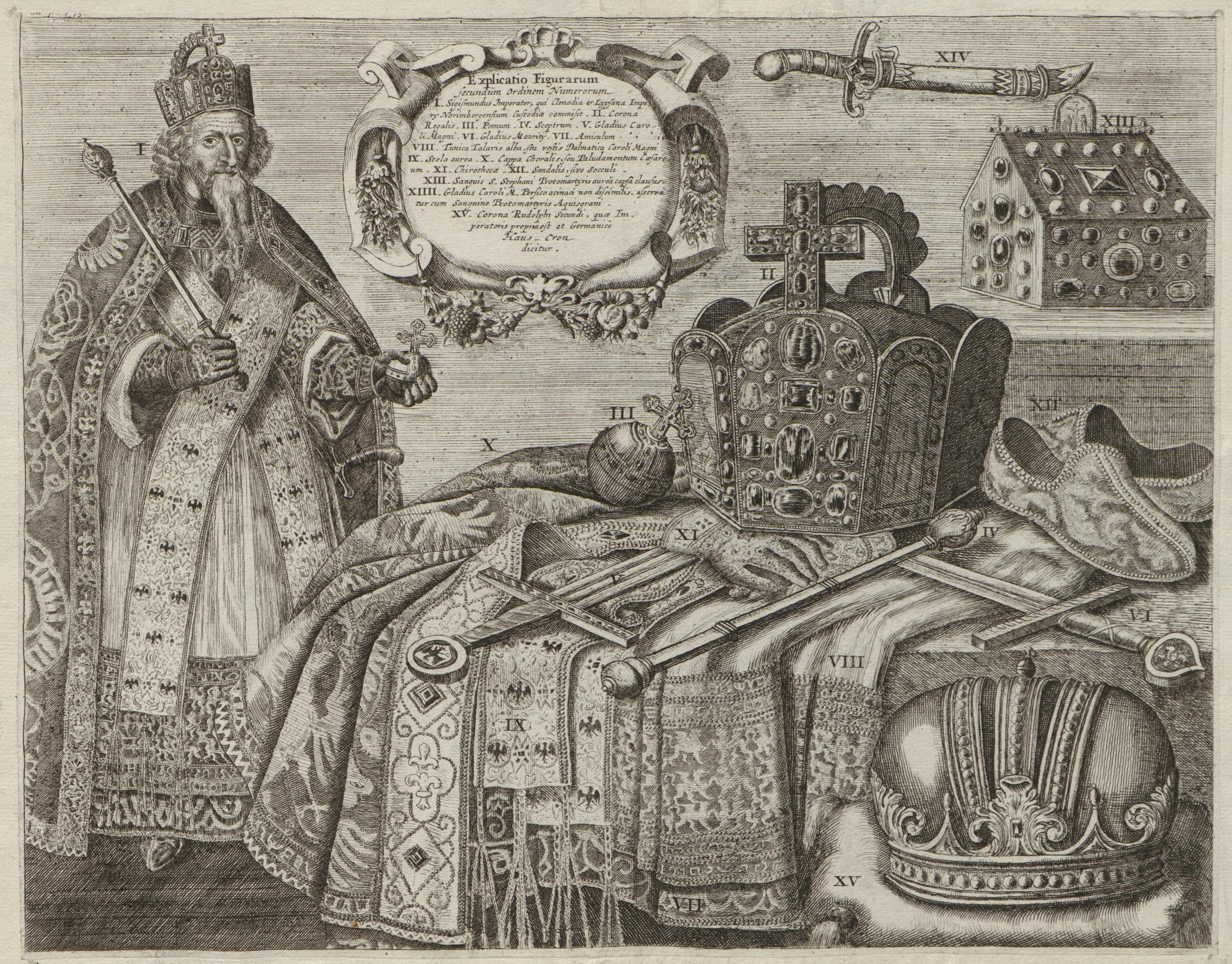
Abbildung des Kaiserlichen Ornats und anderer Kleinodien, Graphik aus dem Klebeband Nr. 16 der Fürstlich Waldeckschen Hofbibliothek Arolsen

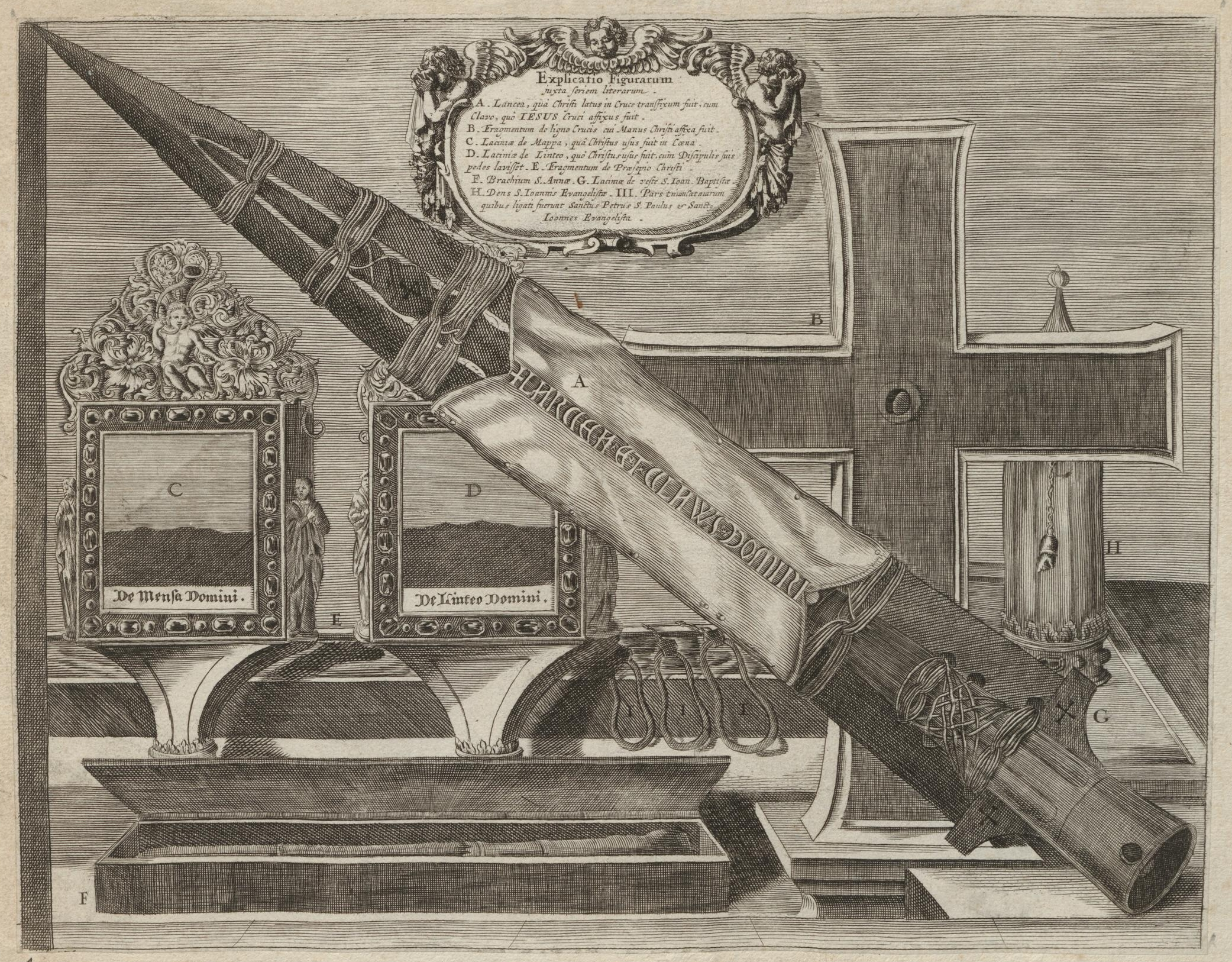
Abbildung des Großen Heiligthums zu Nürnberg mit der Heiligen Lanze, ebenda

Die Reichskleinodien (auch: Reichsinsignien oder Reichsschatz) sind die Herrschaftsinsignien der Kaiser und Könige des Heiligen Römischen Reiches und der einzige fast vollständig erhaltene Kronschatz aus dem Mittelalter. Ihre wichtigsten Bestandteile sind die Reichskrone, die Heilige Lanze, das Reichsschwert und der Krönungsmantel. Sie wurden vom Hochmittelalter bis 1792 bei fast bei allen Krönungen der römisch-deutschen Könige und Kaiser in Aachen und Frankfurt am Main verwendet. Ihr Besitz galt als wichtiges Kennzeichen der Legitimität des Herrschers.
Der Reichsschatz wurde zunächst in wechselnden Burgen, Abteien und Kathedralen des Reiches gehütet. Von 1424 bis 1797 wurde er größtenteils im Heilig-Geist-Spital in Nürnberg und zu einem kleineren Teil bis 1794 in der Pfalzkapelle Karls des Großen in Aachen verwahrt. Um die Kleinodien während der Koalitionskriege vor dem befürchteten Zugriff durch französische Truppen zu schützen, wurden sie zunächst ins Kapuzinerkloster Paderborn und nach Regensburg, dem Sitz des Reichstags, überführt. Von dort ließ sie Franz II., der letzte römisch-deutsche Kaiser, 1800/1801 nach Wien in Sicherheit bringen. Nach dem Anschluss Österreichs zur Zeit des Nationalsozialismus wurde der Schatz von 1938 bis 1945 nochmals nach Nürnberg gebracht. 1946 an Österreich zurückerstattet, werden die Kleinodien seit 1954 in der Schatzkammer der Wiener Hofburg ausgestellt.

## Begriff der Reichskleinodien
Für die Zeit bis zum Hochmittelalter ist der Begriff der Reichskleinodien bzw. -insignien eigentlich unangemessen, da die Reichsidee im Zusammenhang mit den Insignien erst später stärker hervortrat. Die lateinischen Bezeichnungen beispielsweise variieren für den Insignienschatz zwischen Ausdrücken wie: insignia imperialia, regalia insignia, insignia imperalis capellae quae regalia dicuntur und ähnlichen Ausdrücken. In einer Inventarliste der Burg Trifels aus dem Jahr 1246 heißen diese wiederum keiserliche zeichen.
Damit ist klar, dass zu dieser Zeit der Bezug auf die Person und das Amt des Herrschers maßgeblich für die Benennung ist. Hinzu kommt, dass der Bestand des Reichsschatzes bis zur Zeit Karls IV. nicht stabil war. Es wurden höchstwahrscheinlich Stücke hinzugefügt, entnommen bzw. gegen andere Stücke ausgetauscht.
Trotzdem wird in der Forschung aus pragmatischen Gründen auch für diesen Zeitraum meist die Bezeichnung Reichskleinodien oder Reichsinsignien verwendet. Ein früher Beleg für Reichskleinodien stammt aus dem Jahr 1580.

## Bestandteile

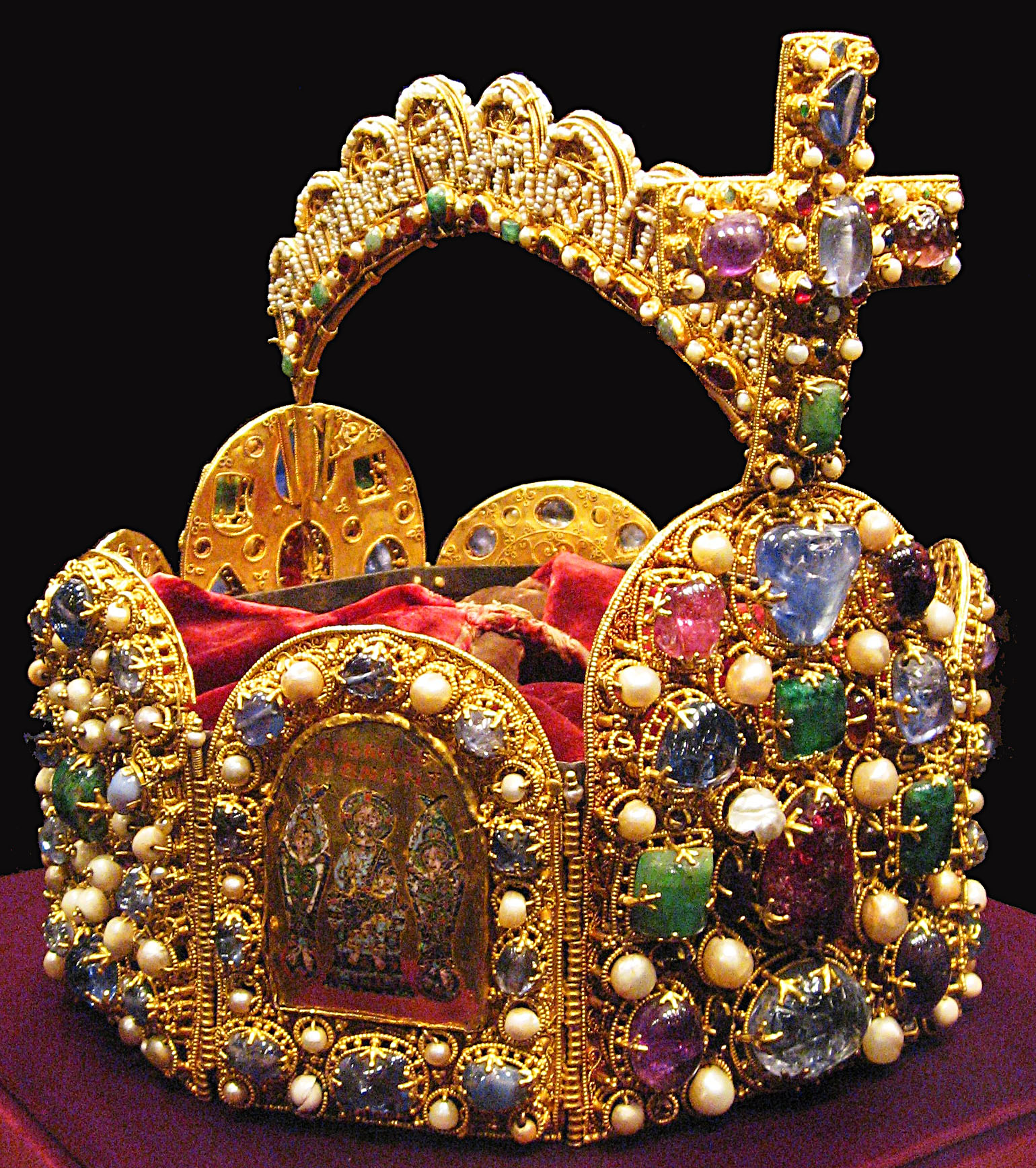
Die Reichskrone

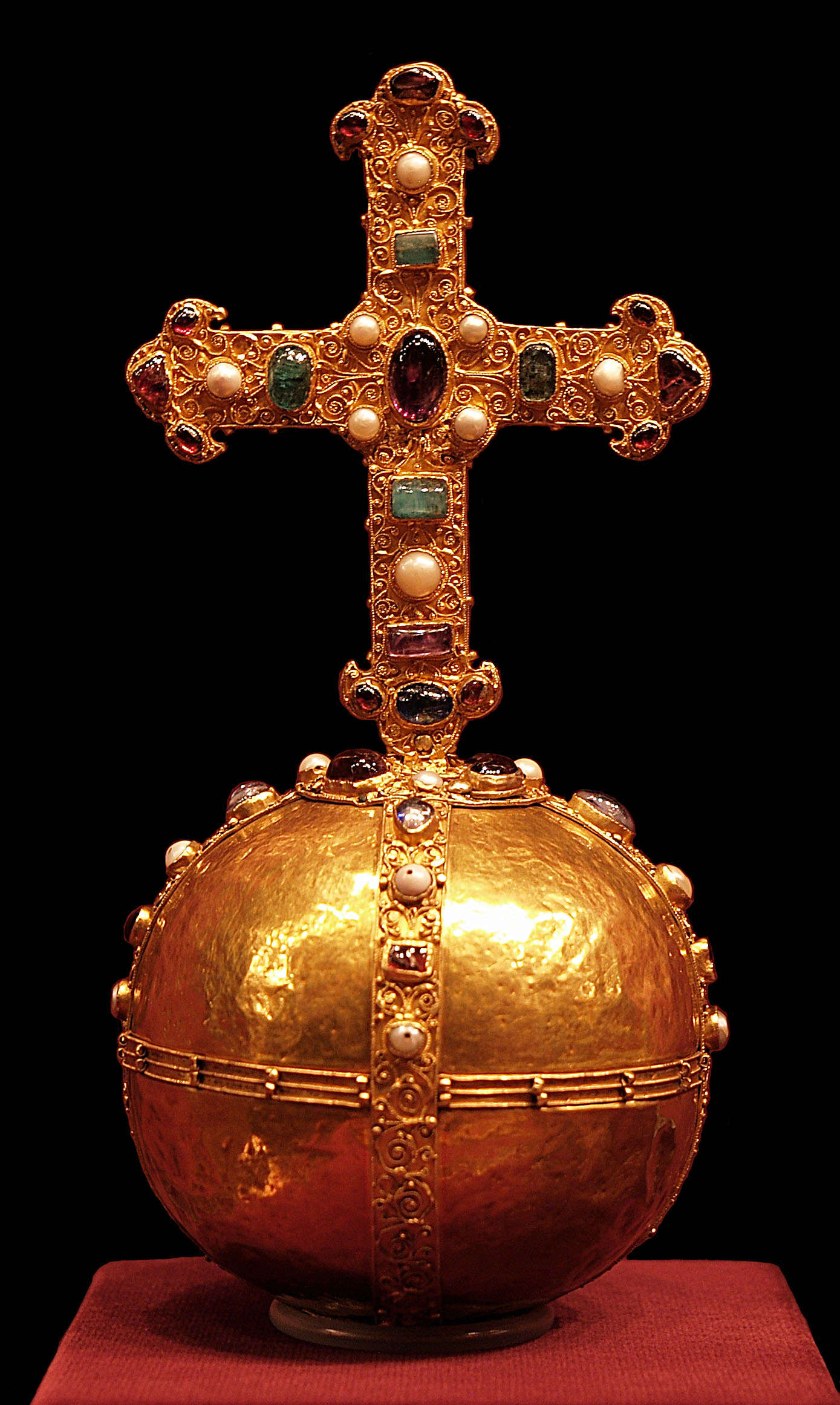
Der Reichsapfel

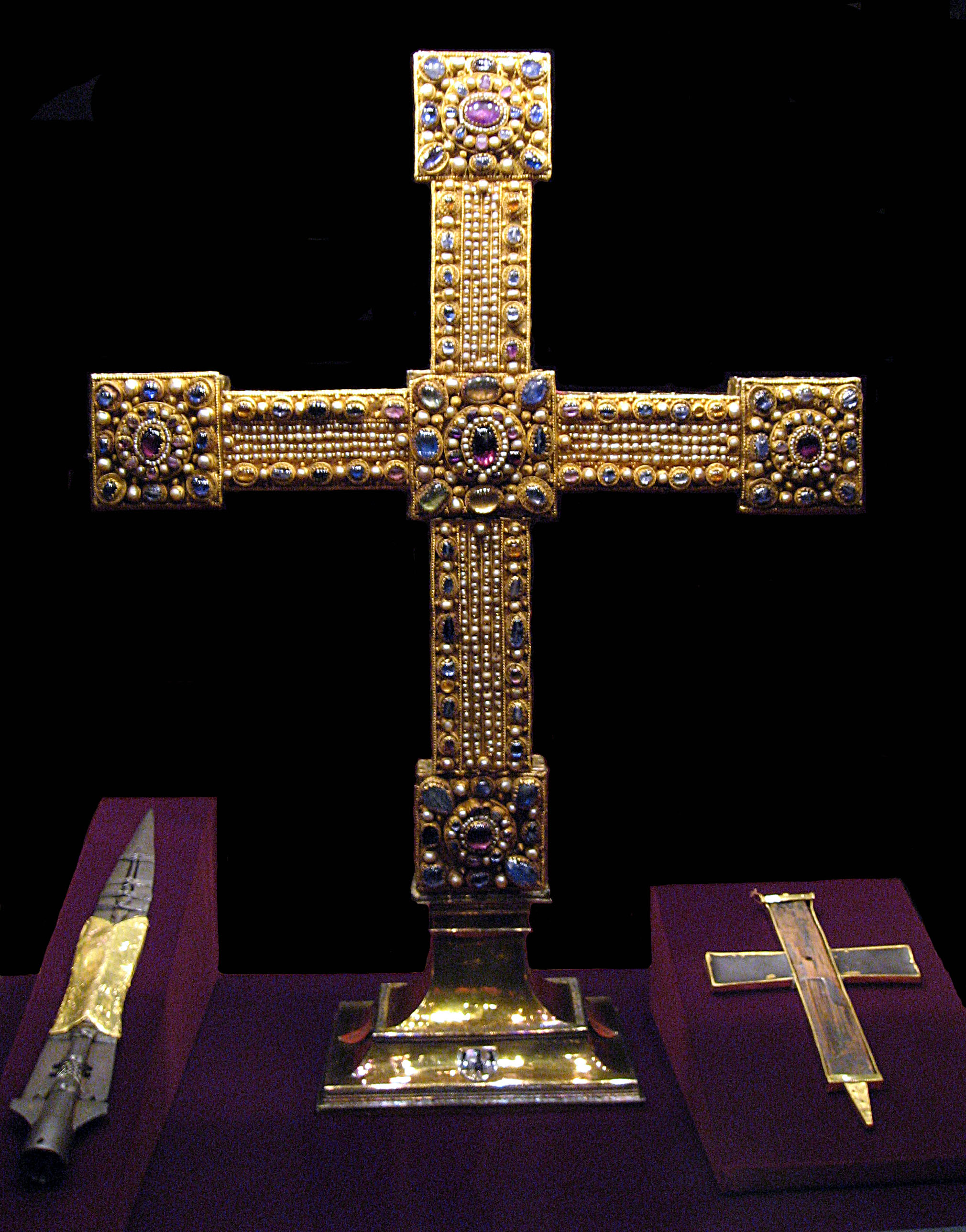
Das Reichskreuz mit der Heiligen Lanze (links) und der Kreuzpartikel (rechts)

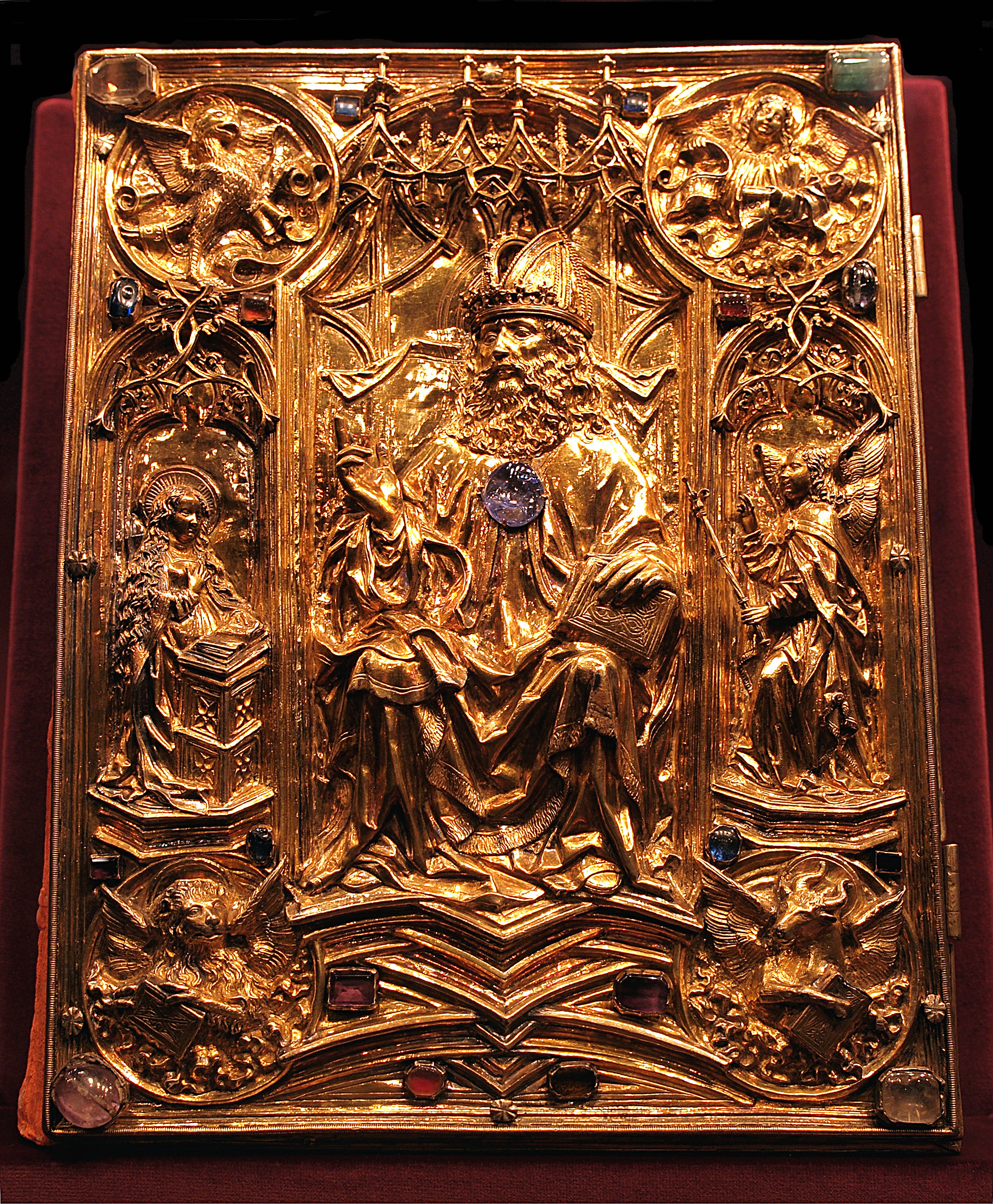
Das Krönungsevangeliar

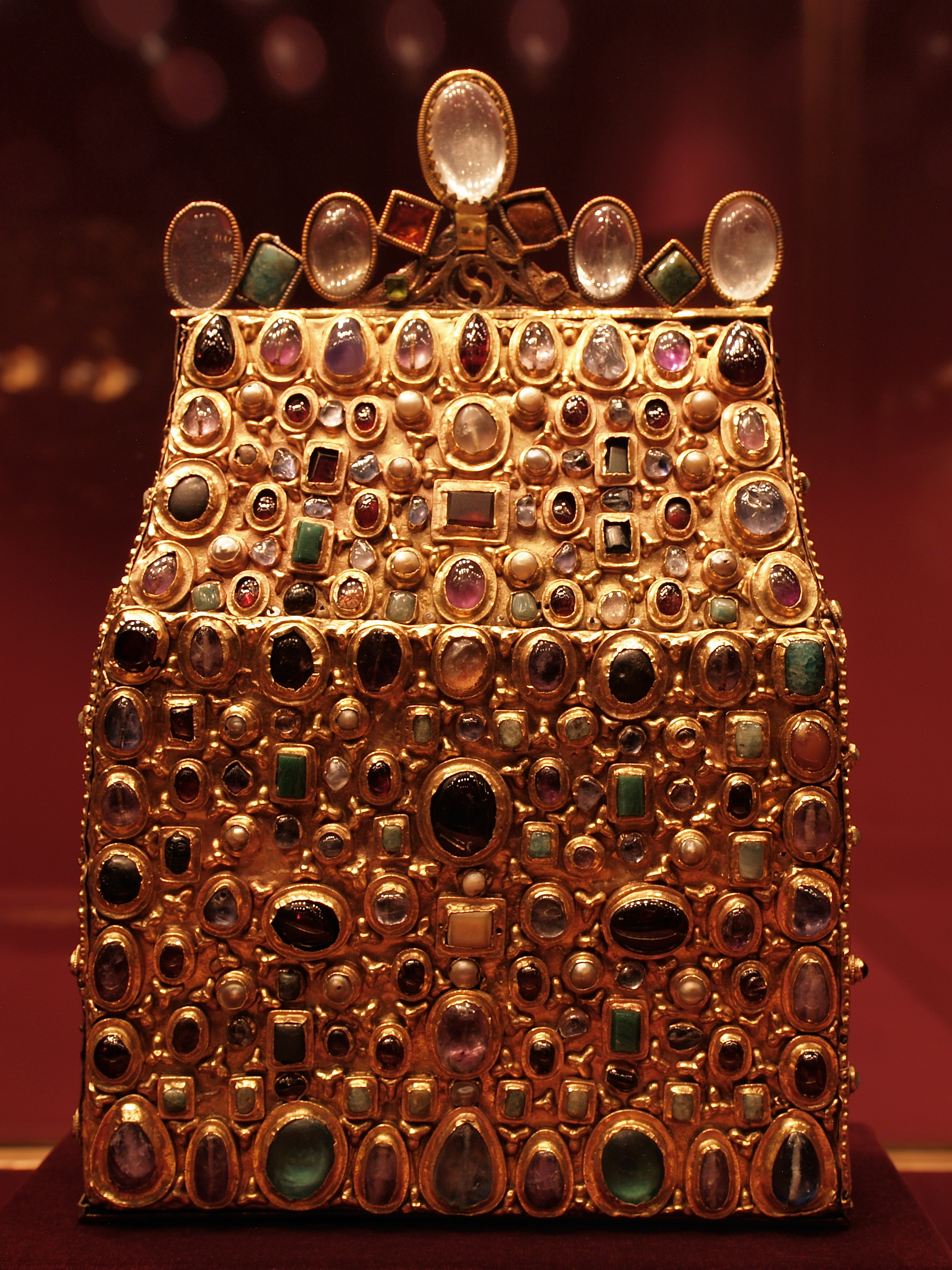
Die Stephansburse

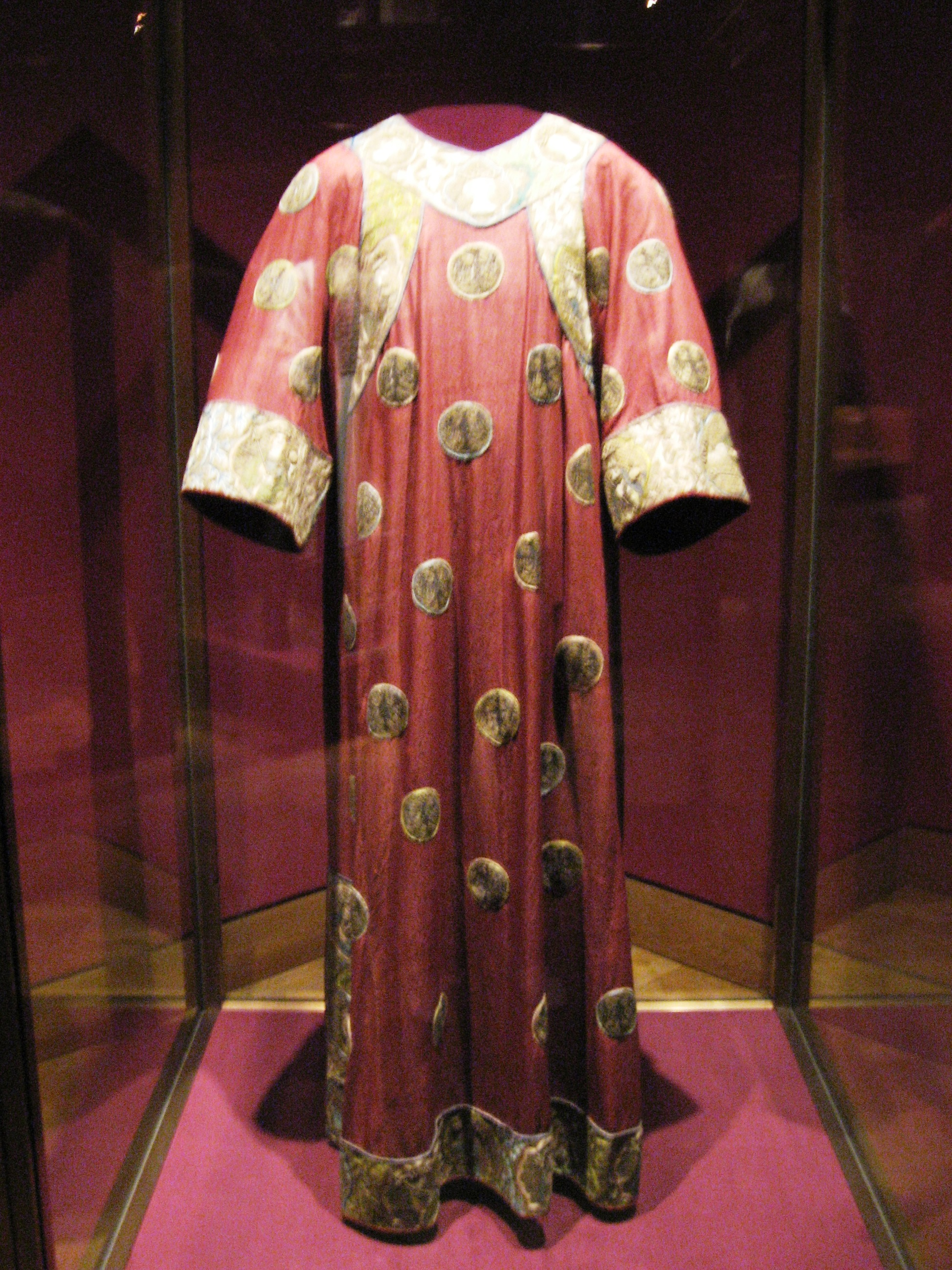
Die Adlerdalmatika

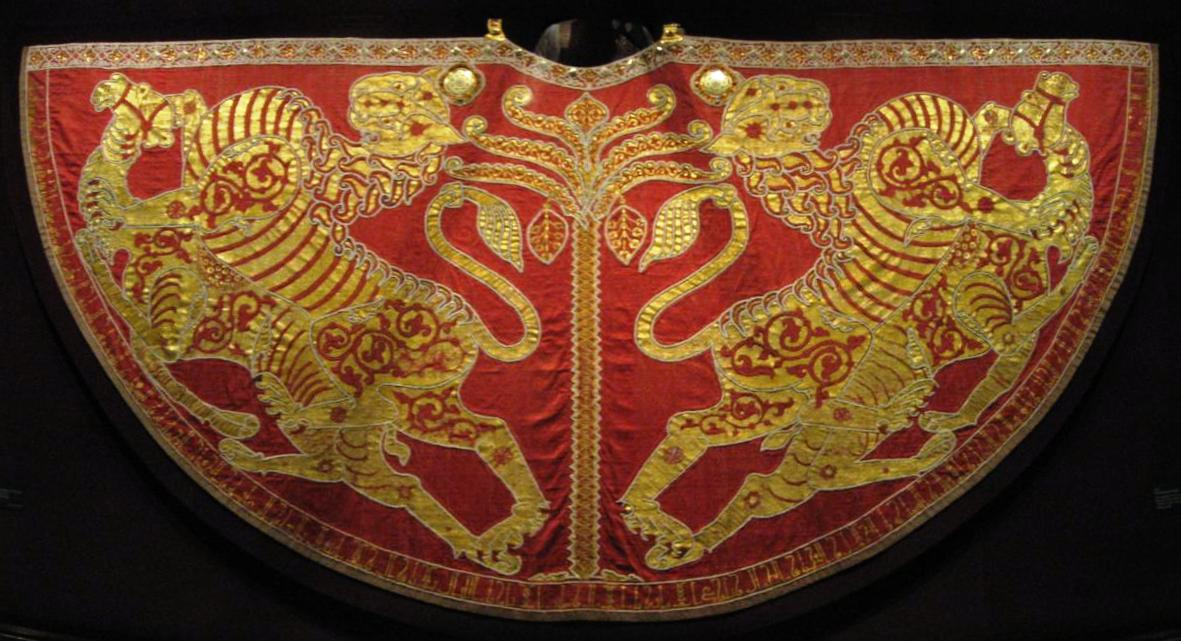
Der Krönungsmantel

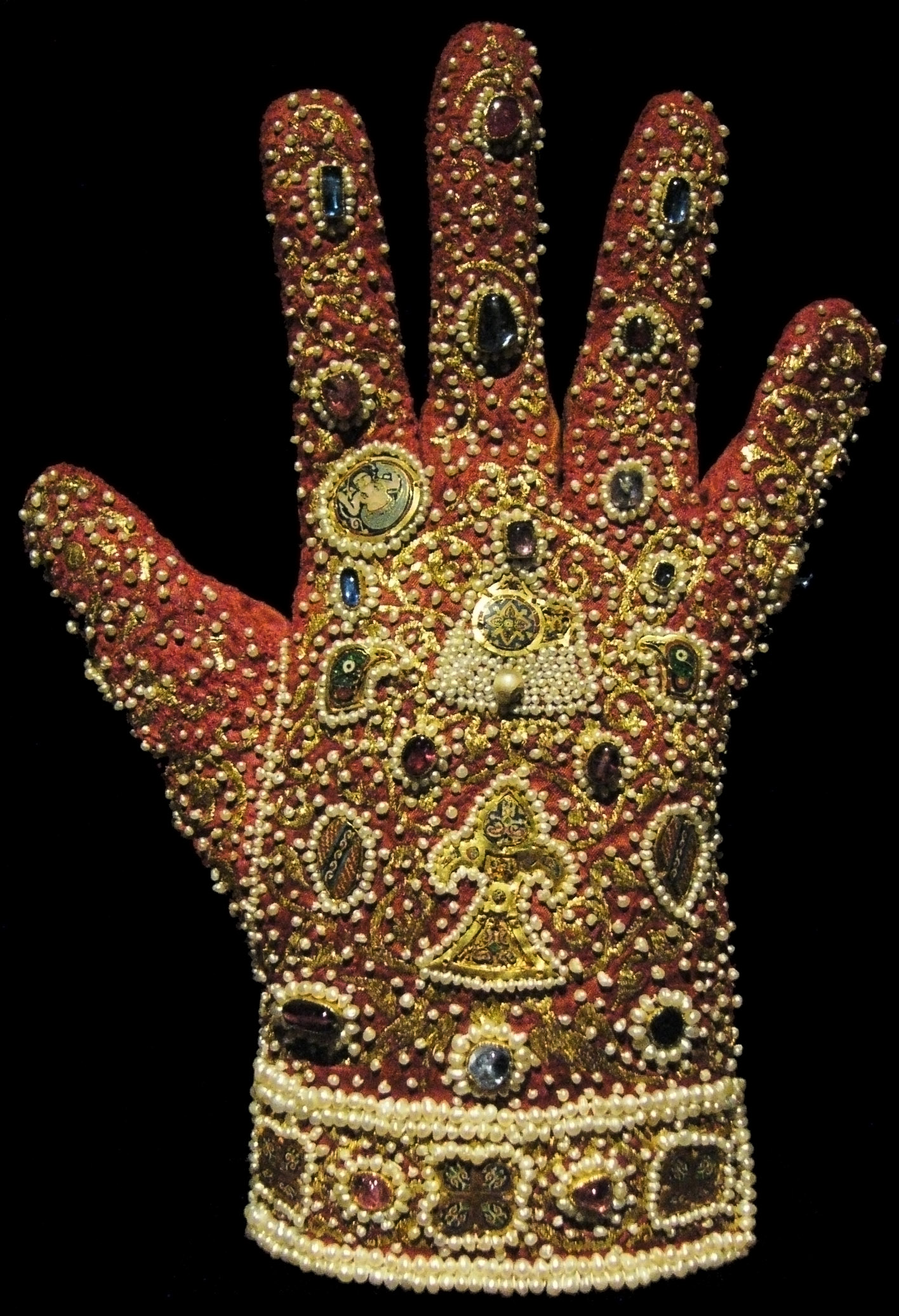
Ein Handschuh (Palermo, vor 1220)

Die Reichskleinodien bestehen aus zwei verschiedenen Gruppen. Die größere Gruppe sind die sogenannten „Nürnberger Kleinodien“. Der Name stammt daher, dass sie von 1424 bis 1796 in Nürnberg aufbewahrt wurden. Zu dieser Gruppe gehören die Reichskrone, die Teile des Krönungsornats, der Reichsapfel, das Zepter, das Reichs- und das Zeremonienschwert, das Reichskreuz, die Heilige Lanze und alle übrigen Reliquien mit Ausnahme der Stephansbursa.
Die bereits erwähnte Stephansbursa, das Reichsevangeliar und der sogenannte Säbel Karls des Großen wurden bis zum Jahre 1794 in Aachen aufbewahrt und werden deshalb als die Aachener Kleinodien bezeichnet. Seit wann diese Stücke den Reichskleinodien zugerechnet und in Aachen aufbewahrt wurden, ist nicht bekannt.
| Aachener Kleinodien                                                                                          | Wahrscheinlicher Entstehungsort und -zeitraum    |
| --- | ------------------------------------------------ |
| Reichsevangeliar (Krönungsevangeliar)                                                                        | Aachen, Ende des 8. Jahrhunderts                 |
| Stephansbursa                                                                                                | karolingisch, 1. Drittel des 9. Jahrhunderts     |
| Säbel Karls des Großen                                                                                       | osteuropäisch, 2. Hälfte des 9. Jahrhunderts     |
| Nürnberger Kleinodien                                                                                        | Wahrscheinlicher Entstehungsort und -zeitraum    |
| Reichskrone                                                                                                  | westdeutsch, 2. Hälfte des 10. Jahrhunderts      |
| Reichskreuz                                                                                                  | westdeutsch, um 1024/1025                        |
| Heilige Lanze                                                                                                | langobardisch, 8./9. Jahrhundert                 |
| Kreuzpartikel                                                                                                |                                                  |
| Reichsschwert                                                                                                | Scheide deutsch, 2. Drittel des 11. Jahrhunderts |
| Reichsapfel                                                                                                  | westdeutsch, etwa Ende des 12. Jahrhunderts      |
| Krönungsmantel (Pluviale)                                                                                    | Palermo, 1133/34                                 |
| Alba | Palermo, 1181                                    |
| Dalmatica (Tunicella)                                                                                        | Palermo, um 1140                                 |
| Strümpfe | Palermo, um 1170                                 |
| Schuhe | Palermo, um 1130 oder um 1220                    |
| Handschuhe                                                                                                   | Palermo, 1220                                    |
| Zeremonienschwert                                                                                            | Palermo, 1220                                    |
| Stola | mittelitalienisch, vor 1338                      |
| Adlerdalmatika                                                                                               | oberdeutsch, vor 1350                            |
| Zepter | deutsch, 1. Hälfte des 14. Jahrhunderts          |
| Aspergile | deutsch, 1. Hälfte des 14. Jahrhunderts          |
| Reliquiar mit den Kettengliedern                                                                             | Rom oder Prag, um 1368                           |
| Reliquiar mit einem Gewandstück des Evangelisten Johannes                                                    | Rom oder Prag, um 1368                           |
| Reliquiar mit einem Span der Krippe Christi                                                                  | Rom oder Prag, um 1368                           |
| Reliquiar mit dem Armbein der heiligen Anna                                                                  | wahrscheinlich Prag nach 1350                    |
| Reliquiar mit einem Zahn Johannes des Täufers                                                                | böhmisch, nach 1350                              |
| Futteral der Reichskrone                                                                                     | Prag, nach 1350                                  |
| Tuchreliquiare mit einem Stück vom Tischtuch des letzten Abendmahls und der Schürze Christi bei der Waschung |                                                  |

Die Nürnberger Bestandteile sind teilweise in der Verfügung Kaiser Sigismunds aufgezählt.

## Geschichte

### Mittelalter
Der Bestand der Reichskleinodien wird in hochmittelalterlichen Aufzählungen meist mit fünf oder sechs Objekten angegeben. So zählt Gottfried von Viterbo folgende Gegenstände auf: das heilige Kreuz, die Heilige Lanze, die Krone, das Zepter, den Apfel und das Schwert. Andere Listen erwähnen das Schwert hingegen nicht.
Inwiefern die Erwähnungen im Hoch- und Spätmittelalter tatsächlich auf die heute in Wien verwahrten Stücke zu beziehen sind, hängt jeweils von verschiedenen Faktoren ab. So wurde meist nur davon gesprochen, dass der Herrscher „in kaiserliche Insignien gekleidet“ war, ohne zu beschreiben, um welche Objekte es sich konkret handelt. Problemlos ist die Zuordnung zu den heutigen Objekten bei der Heiligen Lanze und dem Reichskreuz, da deren Entstehung vor dieser Zeit liegt und es ausreichend Belege für die tatsächliche Übereinstimmung gibt.

#### Entstehung des heutigen Bestandes
Das älteste Stück der Reichskleinodien ist die Heilige Lanze, die wahrscheinlich auf Heinrich I. zurückgeht. Dabei handelt es sich um eine Flügellanze aus karolingischer Zeit, aus deren Blatt eine Öffnung gestemmt wurde, in die ein Eisenstift eingelegt und mittels Silberdrähten fixiert wurde. Der Legende nach soll es sich um einen Heiligen Nagel vom Kreuz Jesu handeln.
Die heutige Reichskrone lässt sich wahrscheinlich erst um 1200 nachweisen, als sie in der mittelalterlichen Dichtung anhand des Waisen, eines großen und hervorstechenden Edelsteins, erkennbar wird (siehe auch: erste Erwähnungen der Reichskrone). Weitestgehend zweifelsfrei ist der Nachweis aber erst wesentlich später auf einem Wandgemälde auf der Burg Karlstein bei Prag möglich.
Auch beim Reichs- und beim Zeremonienschwert ist es schwer zu bestimmen, seit wann diese zu den Reichskleinodien gehören. Bei den anderen Stücken gestaltet sich die zeitliche Zuordnung in den Bestand der Reichskleinodien ähnlich schwierig.

#### Reisen durch das Reich
Bis in das 15. Jahrhundert hinein hatten die Reichsinsignien keinen festen Aufbewahrungsort und begleiteten manchmal den Herrscher auf seinen Reisen durch das Reich. Vor allem bei Auseinandersetzungen um die Rechtmäßigkeit der Herrschaft war es wichtig, die Insignien zu besitzen. Als Aufbewahrungsorte während dieser Zeit sind einige Reichsburgen oder Sitze zuverlässiger Ministerialen bekannt:
- Benediktinerabtei Limburg bei Dürkheim (Pfalz) (11. Jh.)
- Kaiserdom zu Speyer (ab 1065 unter den Saliern)[3]
- Harzburg (11. Jh.)
- Kaiserpfalz Goslar (11., 13. Jh.)
- Burg Hammerstein (am Rhein) (vor 1105–1125)[4]
- Burg Trifels bei Annweiler (12. und 13. Jh., mit Unterbrechungen)
- Pfalzkapelle Hagenau (12., 13. Jh., mit Unterbrechungen)
- Burg Waldburg bei Ravensburg (ca. 1221–1242?)[5]
- Burg Krautheim an der Jagst (um 1242?)[5]
- Schloss Kyburg bei Winterthur (1273–1322, mit einer Unterbrechung)
- Burg Stein bei Rheinfelden (um ca. 1280 unter Rudolf I. (HRR))
- Alter Hof in München (unter Ludwig dem Bayern, 1324–1347)
- Zisterzienserabtei Stams (unter Ludwig dem Brandenburger 1347–1350)[6] danach Übergabe an Karl IV.[7][8]
- Veitsdom in Prag und Burg Karlstein in Böhmen (ca. 1350/52–1421)
- Plintenburg und Ofen in Ungarn (1421–1424)

### Nürnberg

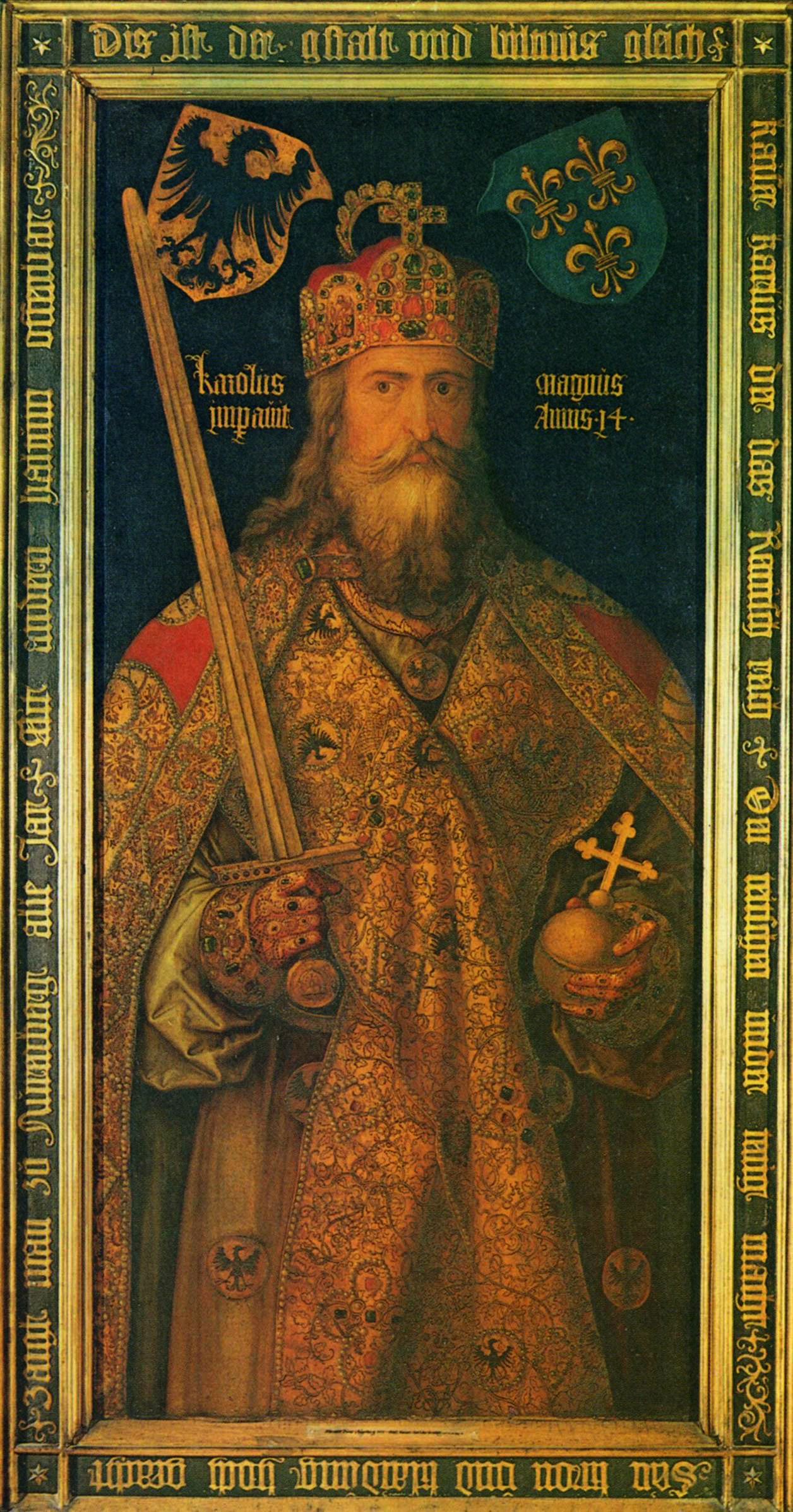
Idealbild Karls des Großen mit den Reichskleinodien, gemalt 1513 von Albrecht Dürer für seine Vaterstadt Nürnberg

#### Übergabe an Nürnberg
Der römisch-deutsche König Sigismund übertrug der Reichsstadt Nürnberg mit einer am 29. September 1423 datierten Urkunde die Reichskleinodien zur Verwahrung „auf ewige Zeiten, unwiderruflich und unanfechtbar“ und ließ sie im Jahr darauf in die Stadt verbringen, wo sie bis Ende des 18. Jahrhunderts aufbewahrt wurden. Eine Nürnberger Delegation unter der Führung des Ratsmitglieds Niklas Muffel brachte sie von der Plintenburg aus Ungarn in die Reichsstadt. Sie trafen am 22. März des folgenden Jahres dort ein und wurden fortan in der Kirche des Heilig-Geist-Spitals aufbewahrt. Diesen Ort verließen sie regelmäßig für die Heiltumsweisungen (jährlich am vierzehnten Tag nach Karfreitag) auf dem Hauptmarkt (Nürnberg) sowie für die Krönungen im Frankfurter Dom. Die Gefälle des gleichzeitig zur Heiltumsweisung stattfindenden Marktes in Nürnberg durfte die Stadt für sich einnehmen.
Der Aufbewahrungsort blieb nicht unumstritten. Im Jahr 1443 forderte König Friedrich III. die Bürgermeister und den Rat der Reichsstadt ernstlich auf, die Heiltümer des Reiches nach Regensburg zu schicken, von wo er sie die Donau hinab nach Österreich und dann nach Wiener Neustadt bringen lassen wollte, um sie dort zu behalten.
Albrecht Dürer beschriftete sein 1512/14 im Auftrage der Stadt verfertigtes Gemälde, das Karl den Großen – historisch nicht korrekt – mit den Kleinodien zeigt, voll Stolz:

„Dis ist der gstalt und bildnis gleich

kaiser karlus der das Römisch reich

Den teitschen under tenig macht

Sein kron und klaidung hoch geacht

zaigt man zu Nurenberg alle Jar

Mit andern haitum offenbar“

#### Zeremonieller Zierrat
Nach der Einführung der Reformation in Nürnberg 1524 wurden zwar die öffentlichen Heiltumsweisungen eingestellt, die Heiltümer genossen jedoch als Symbole des Reiches weiterhin höchstes Ansehen. Es fanden nur noch außerordentliche Weisungen in der Heiliggeistkirche statt, insbesondere in Gegenwart des Kaisers oder vor durchreisenden anderen Würdenträgern.
Spätestens seit der Zeit der Aufklärung aber hatten die Reichskleinodien keinerlei konstitutiven oder bestärkenden Charakter für das Reich mehr. Sie waren nur noch schmückender Zierrat für die Krönung der Kaiser, die alle aus dem Hause Habsburg stammten. Das ganze „Brimborium“ um die Krönung und die Reichskleinodien wurde meist nur noch als lächerlich empfunden. Dies belegen unterschiedliche Quellen, wie zum Beispiel bei Johann Wolfgang Goethe, der am 3. April 1764 Augenzeuge der Krönung Josephs II. in Frankfurt am Main war. Dabei ließ Kaiser Franz I. seinen 23-jährigen Sohn noch zu seinen Lebzeiten zum König wählen und krönen, was im 18. Jahrhundert nur dieses eine Mal geschah. Damit beide Majestäten in den Reichsinsignien auftreten konnten, wurde für Kaiser Franz eine Nachahmung des Krönungsmantels angefertigt, die nach Goethes Aussagen zudem bequem und geschmackvoll gearbeitet war. Der junge König trug hingegen das ursprüngliche Krönungsornat, und Goethe schrieb darüber in Dichtung und Wahrheit (Teil I, 5. Buch):

„Der junge König […] schleppte sich in den ungeheuren Gewandstücken mit den Kleinodien Karls des Großen, wie in einer Verkleidung, einher, so daß er selbst, von Zeit zu Zeit seinen Vater ansehend, sich des Lächelns nicht enthalten konnte. Die Krone, welche man sehr hatte füttern müssen, stand wie ein übergreifendes Dach vom Kopf ab.“

Ähnliches schrieb einige Jahre später über die Krönung Leopolds II. im Jahr 1790 Karl Heinrich Ritter von Lang in einem Bericht, den man getrost als gehässige Karikatur bezeichnen kann:

„Der Kaiserornat sah aus, als wär’ er auf dem Trödelmarkt zusammengekauft, die kaiserliche Krone, als hätte sie der allerungeschickteste Kupferschmied zusammengeschmiedet und mit Kieselstein und Glasscherben besetzt, auf dem angeblichen Schwert Karls des Großen war ein Löwe mit dem böhmischen Wappen.“

#### Flüchtung

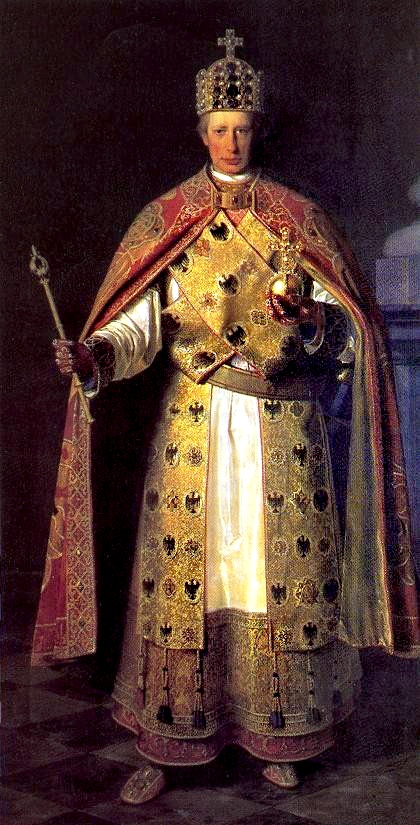
Der letzte Kaiser des Heiligen Römischen Reiches, Franz II., im Krönungsornat mit den Reichsinsignien, Gemälde von Ludwig Streitenfeld als Auftragsarbeit für Rudolf von Österreich-Ungarn, 1874

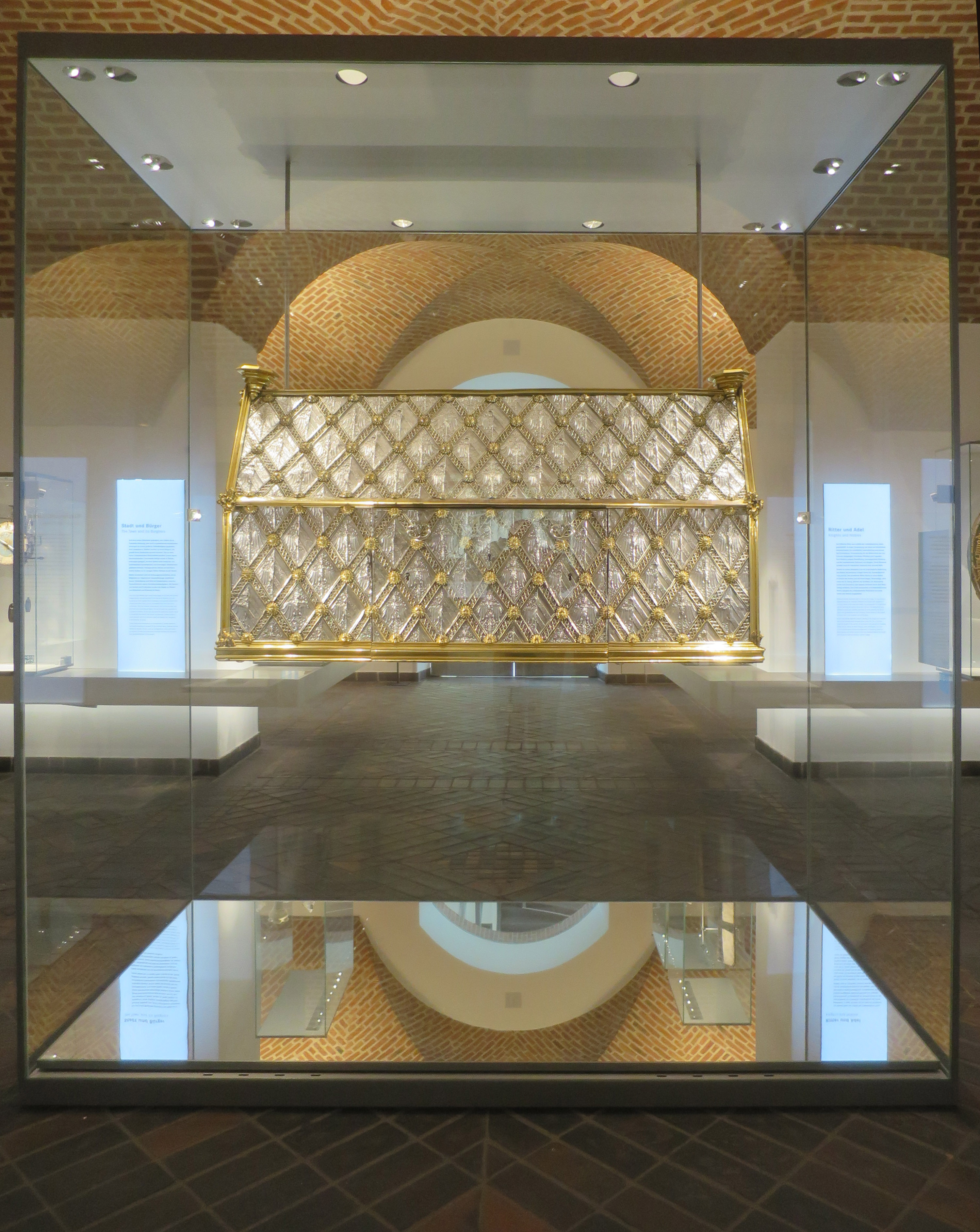
Heiltumsschrein der Reichskleinodien im Germanischen Nationalmuseum Nürnberg

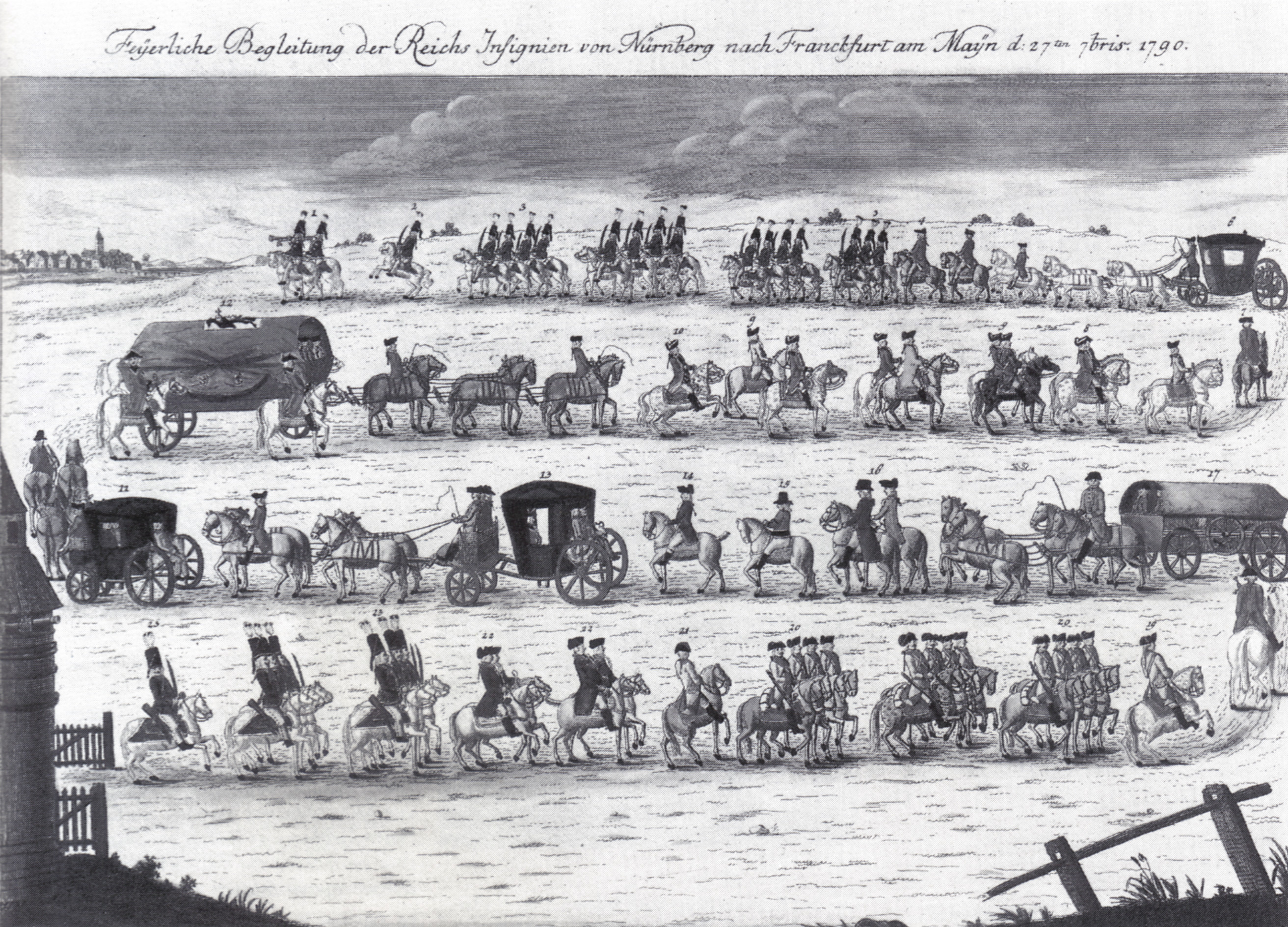
1790: Feierliche Überführung der Reichskleinodien von Nürnberg nach Frankfurt zur Krönung Leopolds II.

Beim Vordringen französischer Truppen in Richtung Aachen im Ersten Koalitionskrieg 1794 wurden die Aachener Stücke in das Kapuzinerkloster Paderborn verbracht. Im Juli 1796 überschritten französische Truppen den Rhein und erreichten kurz danach Franken. Deren Befehlshaber General Jean-Baptiste Jourdan sollte angeblich Frankreich in den Besitz der Reichskleinodien bringen. Neben dem Zugriff der Franzosen wollte man allerdings auch verhindern, dass Preußen sich der Reichskleinodien bemächtigte.
Als am 9. August 1796 französische Truppen Nürnberg erreichten, waren die Reichskleinodien aber bereits weggebracht worden, da am 23. Juli die wichtigsten Teile der Reichskleinodien (Krone, Zepter, Reichsapfel, acht Stücke des Ornats) von dem Nürnberger Obersten Johann Georg Haller von Hallerstein aus Nürnberg nach Regensburg, dem Tagungsort des Reichstages, transportiert worden waren, wo sie am folgenden Tag eintrafen. Am 28. September wurden auch die restlichen Teile der Kleinodien nach Regensburg überbracht. Seit dieser Flüchtung werden Teile des Schatzes vermisst.
Beabsichtigt war, für die Zeit der Bedrohung durch die Franzosen die Reichskleinodien dem Reichstag in Verwahrung zu geben. Deshalb hatte man mit dem kaiserlichen Kronkommissär Johann Aloys Josef Freiherr von Hügel Kontakt aufgenommen und wollte sich ebenso an den Kurmainzer Gesandten Kollegialdirektor Strauß wenden. Auf Drängen von Hügel, um die Geheimhaltung der Aktion nicht zu gefährden, unterblieb allerdings die Kontaktaufnahme der Nürnberger Deputation mit Strauß.
Bis 1800 verblieben die Reichskleinodien im Kloster St. Emmeram in Regensburg, bis am 30. Juni ihr Transport nach Wien begann. Dort ist die Übergabe für den 29. Oktober belegt. Die Stücke aus Aachen wurden 1798 nach Hildesheim gebracht und erreichten Wien erst 1801.
In Nürnberg blieben nur der leere silberne Heiltumsschrein und ein Lederfutteral für einen damals bereits verlorengegangenen Reichsapfel zurück.

### Ende des Reiches
Mit dem Ende des Alten Reiches im Jahr 1806 durch die Niederlegung der Reichskrone durch Kaiser Franz II. verloren die Reichskleinodien endgültig ihre Funktion als Herrschaftsinsignien.

### Bemühungen um die Rückführung der Reichskleinodien
Nach der Sicherstellung der Reichskleinodien in Wien und der Auflösung des Heiligen Römischen Reiches im Jahr 1806 versuchten Nürnberg und Aachen mehrfach, die Rückführung der Kleinodien an ihre früheren Aufbewahrungsstätten zu erreichen. Dabei wurde von Anfang an mit juristischen, politischen und emotionalen Mitteln gestritten.

#### Nürnberg
Bereits wenige Tage nachdem Kaiser Franz II. die Krone des Heiligen Römischen Reiches niedergelegt hatte, fragte die Stadt Nürnberg beim kaiserlichen Kronkommissär Johann Aloys Josef Freiherr von Hügel, der die Kleinodien nach Wien geflüchtet hatte, an, „ob die deponierten Gegenstände nunmehr ohne weiteres retourniert werden oder deswegen ein besonderer Antrag erforderlich“ sei. Hügel ließ daraufhin dem Magistrat mitteilen, dass Nürnberg keine Reichsstadt mehr sei und der ehemalige Kaiser das erteilte Privileg zur Aufbewahrung der Kleinodien als erloschen ansehe. Die Stadt ließ die Angelegenheit zunächst auf sich beruhen.
Fünfzehn Jahre später, im Jahr 1821, richtete die nunmehr bayerische Stadt eine Bitte an die königlich-bayerische Regierung, Schritte zur Überführung der Kleinodien einzuleiten. Diese lehnte das Ansinnen jedoch aus verschiedenen Gründen ab.
Im Jahr 1828 schlug der Münchner Archivsekretär Klüber vor, ein Gutachten zu erstellen, das die Rückführung der Kleinodien begründen sollte. Dieser Vorschlag wurde dem bayerischen König unterbreitet und positiv beschieden. Die königliche Regierung betrachtete die Sache aber weiterhin als eine Angelegenheit der Stadt Nürnberg. Das Gutachten und ein weiteres des Sekretärs waren aber mangelhaft und konnten durch die vorhandenen Unterlagen der Stadt widerlegt werden, so dass ein anderes Vorgehen diskutiert wurde. So sollte Nürnberg unter anderem mit Hilfe von Beiträgen in auflagenstarken Zeitschriften versuchen, öffentlichen Druck auf Wien auszuüben. Auf Grund verschiedener Schwierigkeiten, wie nicht erstellter juristischer Gutachten, Nichtaktivitäten der Stadt Nürnberg und bürokratischer Kunstgriffe, scheiterte aber auch dies. Vom Februar 1830 an ruhten die Aktivitäten zur Rückführung für mehr als 28 Jahre.

#### Aachen
Auch das seit 1815 preußische Aachen, wo der Säbel Karls des Großen, das Reichsevangeliar und die Stephansbursa bis 1794 verwahrt wurden, bat die preußische Regierung 1816 darum, in Wien auf die Rückführung der Kleinodien hinzuwirken. Diese beschied die Stadt aber, ihr Anliegen in Wien nicht zur Sprache bringen zu wollen, da die Reichskleinodien „niemals ein bestimmtes Eigentum der Stadt Aachen gewesen und zu einer Zeit von dort weggeführt sind, wo Aachen mit dem preußischen Staat noch nicht vereinigt war“.
Im Jahr 1834 unternahm die Stadt einen direkten Vorstoß beim österreichischen Kaiser Franz I., die Kleinodien zurückzuführen. Franz I. beauftragte daraufhin seinen Staatskanzler Metternich mit einem Gutachten. Dieses Gutachten, ausgearbeitet von Josef von Werner, kam zur Entscheidung, dass „dem bittstellenden Collegialstift ein eigentlicher Rechtsgrund zur Begründung seines Begehrens nicht zur Seite steht, und politische Rücksichten wichtiger Art mir es nicht räthlich erscheinen lassen von dem derzeit behaupteten Rechtsboden abzuweichen“.
Eine ähnliche Bitte aus dem März 1856 wurde auf Grundlage dieses Gutachtens ebenfalls ablehnend beschieden.

### Zeit des Nationalsozialismus und Nachkriegszeit
Auf Drängen des Nürnberger Oberbürgermeisters Willy Liebel und mit Zustimmung Adolf Hitlers wurden die Reichskleinodien nach dem Anschluss Österreichs nach Nürnberg zurückgeführt. In einer geheimen Aktion wurden sie Ende August 1938 mit einem Sonderzug der Reichsbahn nach Nürnberg transportiert. Hitler hatte präzise Vorstellungen vom Ausstellungsort der Reichskleinodien und plante eine endgültige altarartige Ausstellung der Insignien in der bereits im Bau befindlichen Kongresshalle auf dem Reichsparteitagsgelände. So wollte er, der nationalsozialistischen Reichs- und Großraumideologie entsprechend, die Tradition des Heiligen Römischen Reiches als Führungsmacht im Mittelalter aufnehmen und mit der Idee des „Tausendjährigen Reiches“ verbinden.
Bis zur Fertigstellung der Kongresshalle war der Wagneranhänger Hitler mit einer provisorischen Ausstellung der Reichskleinodien in der Katharinenkirche einverstanden, die durch Richard Wagner als Meistersingerkirche bekannt war. Eine Unterbringung im Germanischen Nationalmuseum lehnte er dagegen nachdrücklich ab. Auch die drei nie zuvor dort aufbewahrten Aachener Kleinodien wurden nach Nürnberg überführt.
Der Reichsschatz war in Nürnberg jedoch nur für kurze Zeit öffentlich ausgestellt. Im Zweiten Weltkrieg machten es die immer heftiger werdenden Luftangriffe auf Nürnberg notwendig, die Kleinodien zu ihrem Schutz im Historischen Kunstbunker und im Paniersbunker zu lagern. Beim Heranrücken der Front während der letzten Kriegsmonate beschloss Oberbürgermeister Willy Liebel zusammen mit Heinz Schmeißner, Konrad Fries und dem Oberbaurat Julius Lincke, die Kleinodien vor den alliierten Truppen zu verstecken. Außerdem befürchteten sie, die SS könne die Insignien im Wahn der letzten Tage zerstören. Deshalb wurden sie in besonders vorbereitete Kupferbehälter eingeschweißt und am 31. März 1945 in einer versteckten Nische des Panierskellers eingemauert.

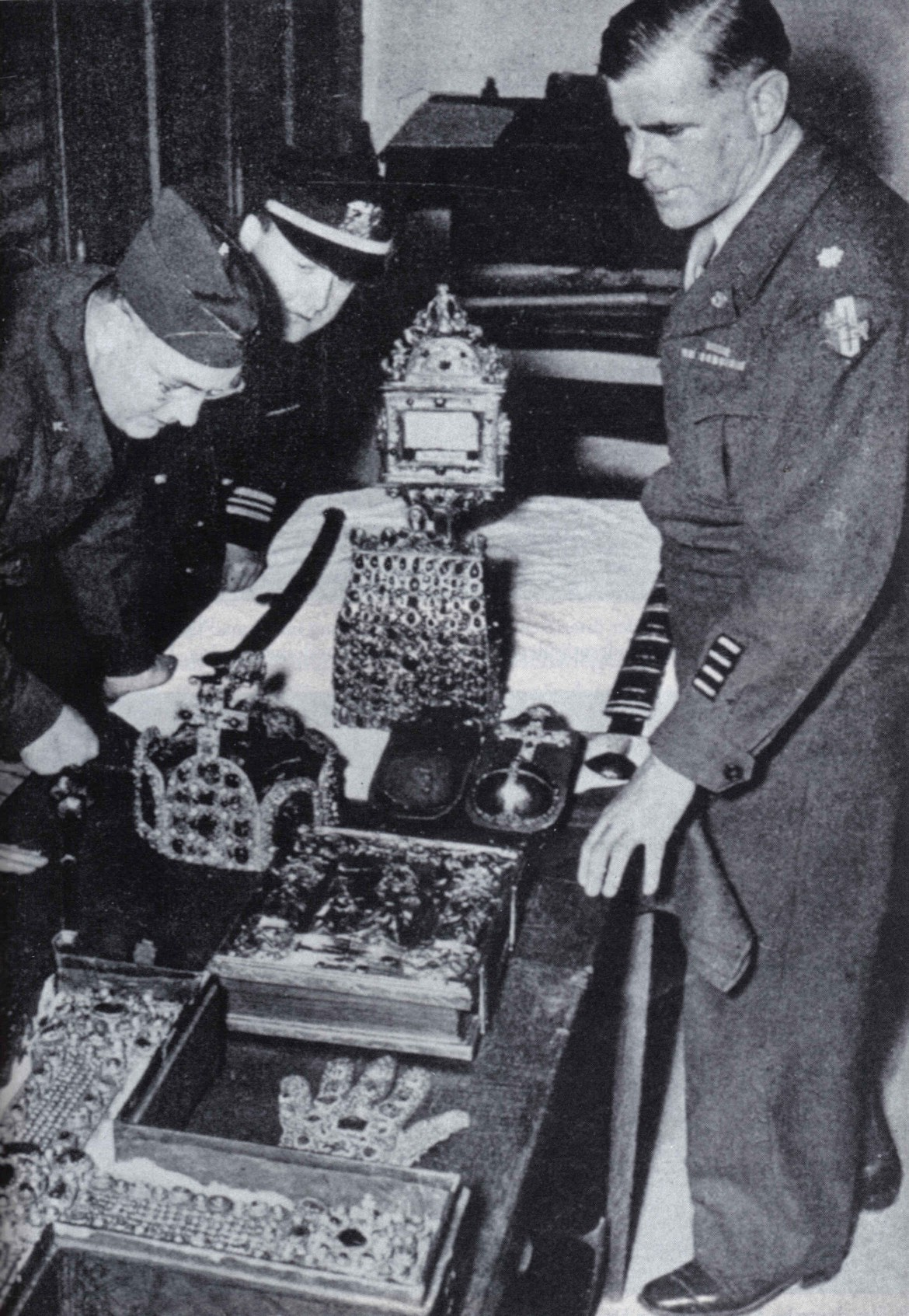
Übergabe der Reichskleinodien durch die Amerikaner (Wien, 1946)

Die amerikanischen Besatzungsbehörden konnten die Reichskleinodien finden und sicherstellen, obwohl am 5. April ihr Abtransport vorgetäuscht und über das Versteck absolute Geheimhaltung vereinbart worden war. Die Fahndung war erfolgreich, nachdem man die Beteiligten mit dem Vorwurf unter Druck gesetzt hatte, sie wollten die Reichskleinodien als mögliche Symbole für eine nationalsozialistische Widerstandsbewegung verwenden. Wegen „Verbergens von Kunstwerken bzw. falscher Angaben“ wurden die zwei Stadträte von einem amerikanischen Militärgericht zu Gefängnis- und Geldstrafen verurteilt. Liebel war bereits am Ende der Schlacht um Nürnberg ums Leben gekommen.
Da der Alliierte Kontrollrat beschlossen hatte, dem Antrag der österreichischen Bundesregierung auf Rückführung der Reichskleinodien zu entsprechen, wurden sie in Kisten verpackt und Anfang 1946 nach Wien geflogen. Seit 1954 werden die Reichskleinodien wieder in der Schatzkammer der Wiener Hofburg ausgestellt.

## Kopien der Reichskleinodien

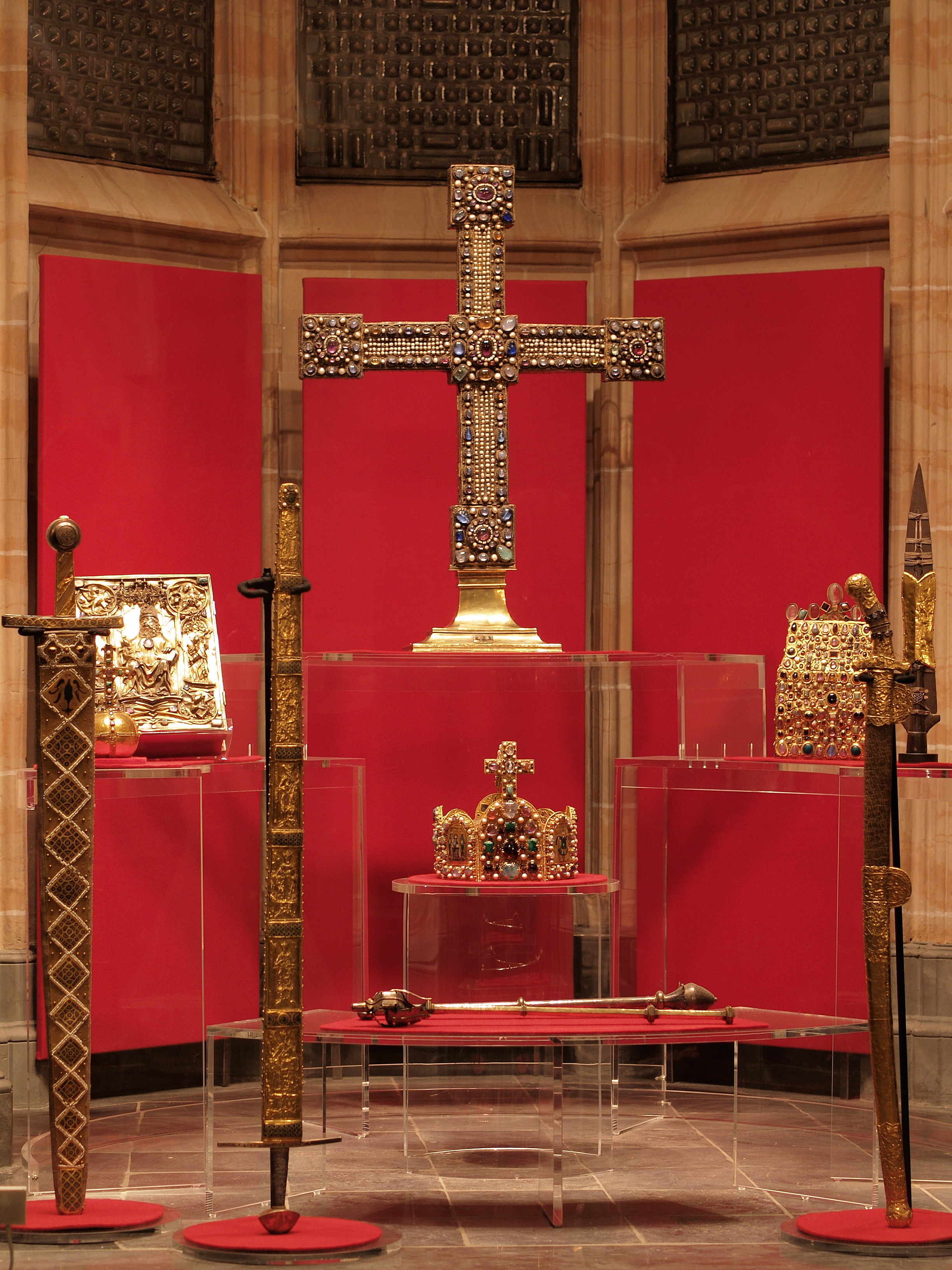
Kopien im Aachener Rathaus

Anlässlich der Krönung Josephs II. zum römisch-deutschen König am 3. April 1764 wurde eine Replik des Krönungsornates geschaffen. Denn die feierliche Zeremonie in Frankfurt fand noch zu Lebzeiten und in Anwesenheit seines Vaters, Kaiser Franz I. statt. Für diesen wurde daher ein zweiter Krönungsmantel angefertigt, der dem ersten nachgebildet war. Die gelungene Ausführung dieser Arbeit belegt eine Schilderung des Augenzeugen Johann Wolfgang Goethe in seinem Werk Dichtung und Wahrheit (Teil I, Buch 5):

„Des Kaisers Hausornat von purpurfarbener Seide, mit Perlen und Steinen reich geziert, sowie Krone, Szepter und Reichsapfel fielen wohl in die Augen: denn alles war neu daran, und die Nachahmung des Altertums geschmackvoll.“

Goethe irrte allerdings damit, auch die Krone sei eine Nachbildung gewesen. Vielmehr trug Franz I. zu diesem Anlass die Mitrenkrone Kaiser Rudolfs II., die ein halbes Jahrhundert später zur Krone des Kaisertums Österreich wurde.
An folgenden Orten befinden sich heute weitere Kopien von Kernstücken des Reichsschatzes, die im Laufe der Zeit angefertigt wurden:
- im Nürnberger Stadtmuseum Fembohaus,[18]
- im Krönungssaal des Aachener Rathauses,
- im Historischen Museum von Frankfurt am Main (1913 angefertigt)[19]
- in der Schatzkammer der Waldburg in Oberschwaben[20] Repliken der Reichskrone, des Reichsapfels, des Zepters, des Reichsschwerts und der Reichslanze; die Waldburger waren Reichserbtruchsesse der römisch-deutschen Herrscher,
- auf der Reichsburg Trifels im Pfälzerwald und
- im Mittelalterlichen Kriminalmuseum in Rothenburg ob der Tauber[21] Kopien der Krone, des Reichsapfels und des Zepters.

Darüber hinaus werden in Schwäbisch Gmünd, der ältesten Stauferstadt, seit 2012 Repliken von Zepter, Apfel, Schwert, Handschuhen, Krone und Schuhen sowie des Krönungsmantels hergestellt. Die bereits fertigen Objekte sind in der Schatzkammer des Museums im Prediger zu sehen.

## Filme
- Zeichen der Herrschaft, Geschichte der Reichskleinodien, BR 1996, eine Filmdokumentation von Bernhard Graf